# Seteremaeozetes obtectus
Seteremaeozetes obtectus är en kvalsterart som först beskrevs av P. Balogh 1988.  Seteremaeozetes obtectus ingår i släktet Seteremaeozetes och familjen Eremaeozetidae. Inga underarter finns listade i Catalogue of Life.